# 1e Infanteriedivisie (Wehrmacht)
De Duitse 1e Infanteriedivisie (Duits: 1. Infanterie-Division) was een Duitse infanteriedivisie tijdens de Tweede Wereldoorlog. De in 1934 opgerichte divisie werd tijdens de oorlog op meerdere plekken ingezet.

## Divisiegeschiedenis
Inzetgebieden :
- Polen : september 1939 tot mei 1940
- Frankrijk : mei 1940 tot juni 1941
- Oostfront , noordelijk deel: juni 1941 tot oktober 1943
- Oostfront, zuidelijk deel: oktober 1943 tot april 1944
- Oostfront, centraal gedeelte: mei tot augustus 1944
- Oost-Pruisen : augustus 1944 tot mei 1945

De 1e Infanteriedivisie werd opgericht op 1 oktober 1934 onder de codenaam Artillerieführer I in Königsberg / Oost-Pruisen. Het droeg deze benaming tot 15 oktober 1935. De infanterieregimenten werden gevormd uit het 1e (Pruisische) Infanterieregiment van de 1e Divisie van de Reichswehr. De divisie werd in augustus 1939 gemobiliseerd als onderdeel van de eerste Welle. In de eerste fase van de veldtocht in het westen (Fall Gelb) was de divisie reserve en nam niet aan gevechtshandelingen deel. In de tweede fase (Fall Rot) was de divisie onderdeel van het 4e Leger en rukte op via de Somme, Seine en over de Loire bij Chinon. Daarna volgde kustverdediging bij de Pyreneeën aan de Atlantische kust. In september keerde de divisie terug naar de garnizoensplaatsen in Oost-Pruisen.
Aan het begin van de Russische campagne was de divisie onderdeel van Heeresgruppe Nord en vocht tot augustus 1941 nabij Staraja Roessa, op de Ischora bij Leningrad en de Ropscha bunkerlinie. In de winter van 1943/44 werd ze overgedragen aan Heeresgruppe Süd in Oekraïne, waar ze werd ingezet in het gebied rond Vinnytsja. Als onderdeel van het 1e Pantserleger kwam ze in de zak van Kamenez-Podolski, waar ze zware verliezen leed. Na een opfrissing werd de divisie ingezet bij het 3e Pantserleger in de zomer van 1944 op de grens tussen de Heeresgruppe Mitte en Heeresgruppe Nord.
Nadat de divisie medio oktober 1944 ten noorden van Schirwindt over de Rijksgrens naar Dobrowolsk|Schloßberg was teruggedrongen, verdedigde ze daar tot medio januari 1945. Na zware verliezen bij de daaropvolgende verdediging van Königsberg, het schiereiland Samland en Fischhausen-Pillau werden de overlevenden van de divisie in mei 1945 geëvacueerd van Hela naar Denemarken. Aan het einde van de oorlog werden ze door de Britten gevangengenomen in Sleeswijk-Holstein.

## Slagorde
| 1939                     | 1940                    | 1941                    | 1942                              | 1943                              | 1944                    | 1945                    |
| ------------------------ | ----------------------- | ----------------------- | --------------------------------- | --------------------------------- | ----------------------- | ----------------------- |
| Infanterie-Regiment 1    | Infanterie-Regiment 1   | Infanterie-Regiment 1   | Grenadier-Regiment 1              | Grenadier-Regiment 1              | Grenadier-Regiment 1    | Grenadier-Regiment 1    |
| Infanterie-Regiment 22   | Infanterie-Regiment 22  | Infanterie-Regiment 22  | Füsilier-Regiment 22              | Füsilier-Regiment 22              | Füsilier-Regiment 22    | Füsilier-Regiment 22    |
| Infanterie-Regiment 43   | Infanterie-Regiment 43  | Infanterie-Regiment 43  | Grenadier-Regiment 43             | Grenadier-Regiment 43             | Grenadier-Regiment 43   | Grenadier-Regiment 43   |
| Artillerie-Regiment 1    |                         |                         |                                   |                                   |                         |                         |
| Pionier-Bataillon 1      |                         |                         |                                   |                                   |                         |                         |
| Panzerabwehr-Abteilung 1 | Panzerjäger-Abteilung 1 | Panzerjäger-Abteilung 1 | Panzerjäger-Abteilung 1           | Panzerjäger-Abteilung 1           | Panzerjäger-Abteilung 1 | Panzerjäger-Abteilung 1 |
| Aufklärungs-Abteilung 1  | Aufklärungs-Abteilung 1 | Aufklärungs-Abteilung 1 | Radfahr-Abteilung 1               | Aufklärungs-Abteilung 1           | Füsilier-Bataillon 1    | Füsilier-Bataillon 1    |
| Beobachtungs-Abteilung 1 | –                       | –                       | –                                 | –                                 | –                       | –                       |
| Feldersatz-Bataillon 1   | –                       | Feldersatz-Bataillon 1  | –                                 | Feldersatz-Bataillon 1            | Feldersatz-Bataillon 1  | Feldersatz-Bataillon 1  |
| Nachrichten-Abteilung 1  |                         |                         |                                   |                                   |                         |                         |
| Nachschubführer 1        | Nachschubführer 1       | Nachschubführer 1       | Kommandeur der Nachschubtruppen 1 | Kommandeur der Nachschubtruppen 1 | Versorgungs-Regiment 1  | Versorgungs-Regiment 1  |

## Commandanten
| Rang            | Naam                     | Begin            | Eind              |
| --------------- | ------------------------ | ---------------- | ----------------- |
| Generalmajor    | Georg von Küchler        | 1 oktober 1934   | 1 april 1935      |
| Generalleutnant | Walther Schroth          | 1 april 1935     | 1 januari 1938    |
| Generalleutnant | Joachim von Kortzfleisch | 1 januari 1938   | 14 april 1940     |
| Generalleutnant | Philipp Kleffel          | 14 april 1940    | 12 juli 1941      |
| Generalmajor    | Friedrich Altrichter     | 12 juli 1941     | 4 september 1941  |
| Generalleutnant | Philipp Kleffel          | 4 september 1941 | 16 januari 1942   |
| Generalleutnant | Martin Grase             | 16 januari 1942  | 30 juni 1943      |
| Generalleutnant | Ernst-Anton von Krosigk  | 1 juli 1943      | 10 mei 1944       |
| Oberst          | Hans-Joachim Baurmeister | 10 mei 1944      | 8 juni 1944       |
| Generalleutnant | Ernst-Anton von Krosigk  | 8 juni 1944      | 30 september 1944 |
| Generalleutnant | Hans Schittnig           | 1 oktober 1944   | 28 februari 1945  |
| Generalleutnant | Henning von Thadden      | 28 februari 1945 | 26 april 1945     |